# هاوروت
هاوروت (به آلمانی: Hauroth) یک شهر در آلمان است که در کوخم-تسل واقع شده‌است. هاوروت ۳۰۷ نفر جمعیت دارد.